# Route départementale 39 (Hautes-Pyrénées)
Pour les articles homonymes, voir Route départementale 39.
La route départementale 39, ou RD 39, est une route départementale des Hautes-Pyrénées reliant Bonnefont à Fontrailles.

## Descriptif

### Longueur
L'itinéraire présente une longueur de 10,63 km.

### Nombre de voies
La RD 39 est sur la totalité de son tracé bidirectionnelle à deux voies.

### Tracé
La RD 39 traverse le département du sud au nord à partir de Bonnefont depuis la D 21 et rejoint le village de Fontrailles jusqu’à la limite du Gers.
Elle coupe la route départementale D 632 au niveau de Trie-sur-Baïse.
Elle est entièrement dans le Pays des Coteaux.

## Communes traversées
- Bonnefont
- Lustar
- Tournous-Darré
- Trie-sur-Baïse
- Fontrailles

## Gestion, entretien et exploitation

### Organisation territoriale
En 2021, les services routiers départementaux sont organisés en cinq agences techniques départementales et 25 centres d'exploitation qui ont pour responsabilité l’entretien et l’exploitation des routes départementales de leur territoire. 
La RD 39 dépend de l'agence des Pays des Coteaux et du centre d'exploitation de Trie-sur-Baïse.

### Exploitation
En saison hivernale, le département publie une carte des conditions de circulation (C1 circulation normale, C2 délicate, C3 difficile, C4 impossible).